# PB (アルバム)
『PB』（ピービー）は、2009年4月1日にSPECIAL OTHERSがビクターエンタテインメントから発売した3枚目のフル・スタジオ・アルバム。規格品番：VIZL-328（初回限定盤DVD付）・VICL-63282（通常盤）。

## 概要
前作『QUEST』以来約1年2ヵ月ぶりとなるアルバム。
アルバムタイトル"PB"についてメンバーの宮原は「“PANIC BOY”の略なんだけど、PANIC BOYと全部文字にすると、ダサい（笑）!と感じたのもあるのですが、みなさんにこれは何の略だろうと色々考えてもらえるようにも“PB”と略すことにしました。」と述べている。

## 収録曲

### CD
1. Title
2. PB
3. Stay
4. SPinWednesday
5. Charlie
6. Silent
7. Potato
8. twilight
9. LIFE
10. sunrise

初回生産限定盤DVD
"Live at SHIBUYA-AX 080502"
1. Night Paradise
2. Johnson
3. Quest
4. Laurentech
5. IDOL